# Club Atlético Talleres
Maillots
Actualités
Dernière mise à jour : 10 juillet 2025.

Ancien logo

Le Club Atlético Talleres est un club argentin de football basé à Córdoba et évoluant dans la première division (Primera Division) du championnat d'Argentine. Il joue le derby de Córdoba contre le Club Atletico Belgrano de Córdoba.

## Histoire

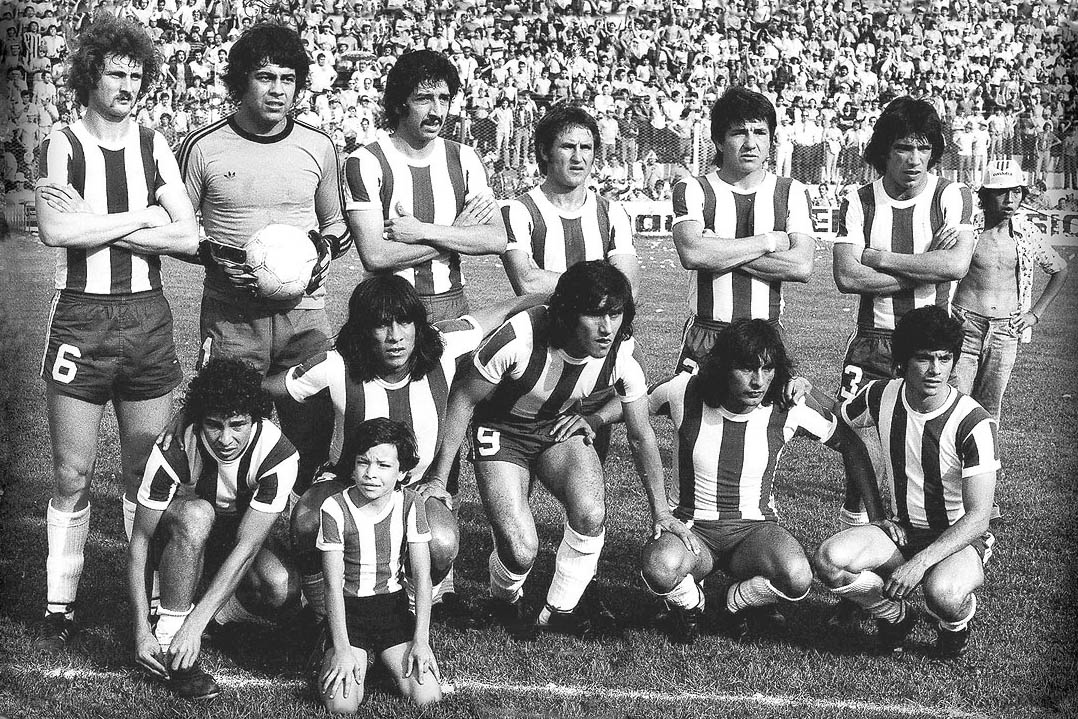
Talleres 1977

## Palmarès
- Coupe CONMEBOL
  - Vainqueur : 1999
- Copa Argentina
  - Finaliste : 2020, 2022
- Copa Hermandad
  - Vainqueur : 1977
- Primera B Nacional
  - Vainqueur : 1998 et 2016
- Supercopa Internacional 2025